# Attacus inopinatus
Attacus inopinatus är en fjärilsart som beskrevs av Juriaanse och Johannus Lindemans 1920. Attacus inopinatus ingår i släktet Attacus och familjen påfågelsspinnare. Inga underarter finns listade i Catalogue of Life.

## Bildgalleri

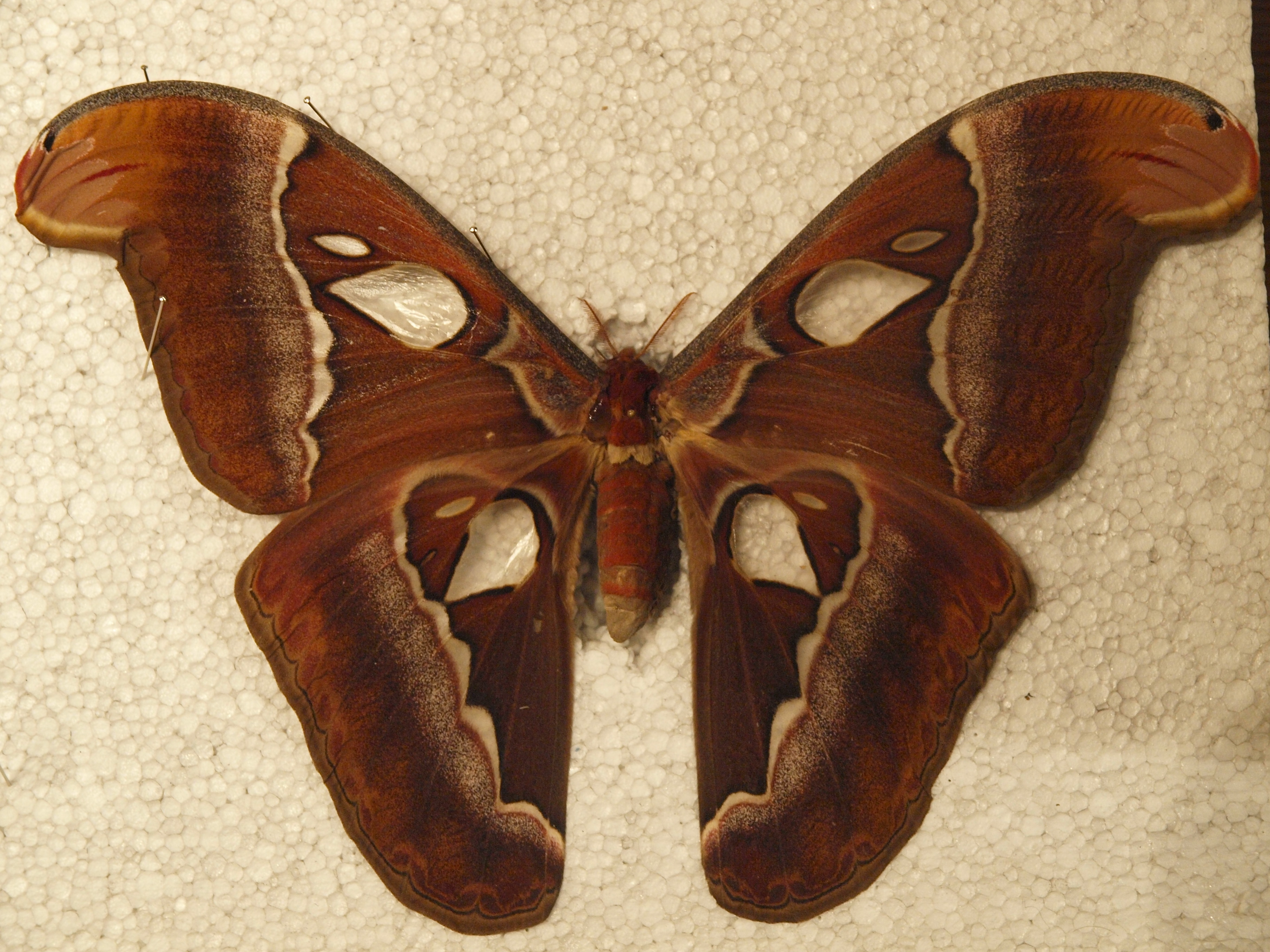
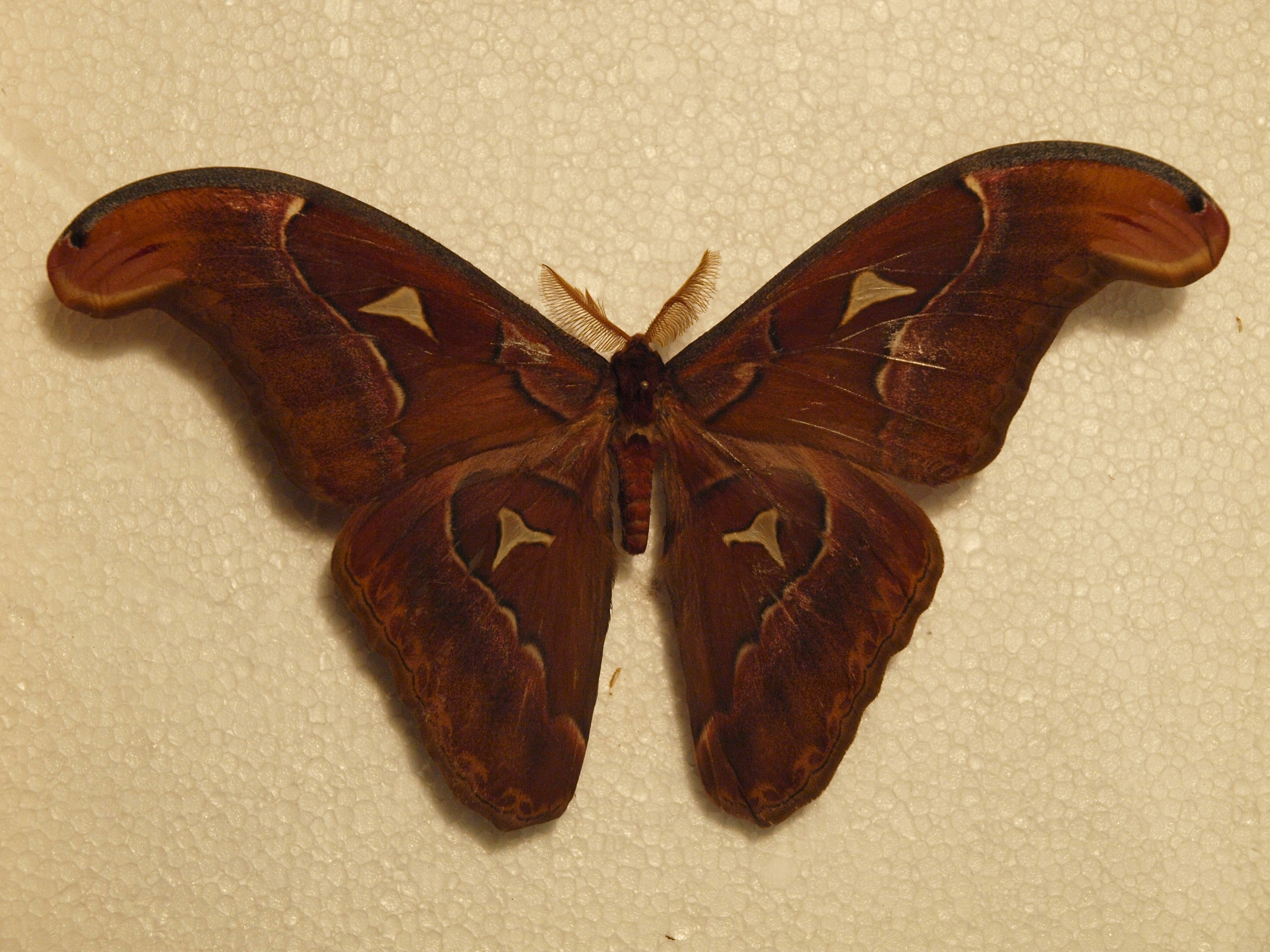